# Ghost Adventures
Ghost Adventures is een Amerikaans tv-programma over het paranormale. In het programma onderzoeken paranormale onderzoekers Zak Bagans, Aaron Goodwin, Jay Wasley, Billy Tolley en Nick Groff (tot seizoen 10) locaties waarvan gezegd wordt dat er herhaaldelijke paranormale activiteiten plaatsvinden.